# Afrithelphusa monodosus
Afrithelphusa monodosus é uma espécie de crustáceo da família Potamonautidae.
É endémica de Guiné.